# Homalium paniculiflorum
Homalium paniculiflorum är en videväxtart som beskrevs av How och Ko. Homalium paniculiflorum ingår i släktet Homalium och familjen videväxter. Inga underarter finns listade i Catalogue of Life.